# 閻涵
閻 涵（えん かん 中国語: 闫涵、繁体字: 閻涵 ピンインYán Hán、カタカナ転写 イェン・ハン、英語: Han YAN, 1996年3月6日 - ）は、中国出身のフィギュアスケート選手（男子シングル）。2014年ソチオリンピック、2018年平昌オリンピック中国代表。2012年ユースオリンピック、2012年世界ジュニアフィギュアスケート選手権優勝者。

## 経歴
5歳からスケートを始め、2年後の7歳から賈曙光コーチの指導を受ける。初めて出会った時の印象はとてもやさしく、成長してからも世界で一番聡明な女性だと語る。

### 2009-2010シーズン
13歳の閻涵は、前年シーズンの中華人民共和国全国運動会2008-2009全国花様滑冰錦標賽では17位と十分な成績を残せていなかったが、中国フィギュアスケート選手権（全国花様滑冰錦標賽）で台風の目となる。スムーズなスケーティングと質の高いジャンプ、ショート/フリー・プログラム共に１位を獲得し、初優勝し中国ナショナル・チャンピオンになった。
中国選手権優勝の1ヵ月後、ジュニアグランプリシリーズシーズン最終戦イスタンブールで国際デビューし、PCSで最高得点を獲得し、初出場初優勝を飾った。

### 2010-2011シーズン
閻涵は、ジュニアグランプリシリーズに参戦した。
第3戦のオーストリア、最終戦のチェコ共に優勝し、ジュニアグランプリファイナルへの出場権を獲得した。
ジュニアグランプリファイナルは、北京の首都体育館で開催され、銀メダルを獲得した。
年末の全国花样滑冰锦标赛では、ショート・プログラムでトリプルアクセルを成功させ1位に、フリー・プログラムでは、トリプルアクセルは回避したものの１位を獲得して、優勝した。

### 2011-2012シーズン
ジュニアグランプリシリーズでは、オーストリアとイタリアで優勝し、ポイントランキングでは1位となったが、ジュニアグランプリファイナルではSPで出遅れ惜しくも2位に終わった。
翌月のインスブルックユースオリンピックでは、SPとFSと共に1位となり金メダルを獲得した。
世界ジュニア選手権では中国人選手として初めて優勝した。

### 2012-2013シーズン
ジュニアグランプリシリーズでは2位と5位でジュニアグランプリファイナルへの出場を逃した。
シニアデビューとなった四大陸選手権では銅メダルを獲得した。
世界ジュニア選手権は当初エントリーしていたが、結局不出場となった。

### 2013-2014シーズン
シニアクラスへ完全移行し、初グランプリシリーズとなった中国杯では、SPとFSで共にパーソナルベストを更新し、初出場初優勝を飾った。
エリック・ボンパール杯は発熱の影響でショート・プログラム4位、フリー・プログラム6位で総合4位となり表彰台を逃したが、グランプリファイナルへ進出を決めることができた。
ソチオリンピックでは7位、初出場となった世界選手権でも7位となり、2006年大会での李成江以来の中国男子選手のトップ10入りを果たした。

### 2014-2015シーズン
GPシリーズ初戦の中国杯にて、FSの6分間練習の際、閻涵は日本の羽生結弦と衝突し顎と胸部を強打した。再開された6分間練習には姿を見せなかったものの、試合への出場を決断しフリーを滑り切り7位に、総合6位で終えた。
体調不調の続く中、2週間後のエリック・ボンパール杯に出場したが8位に留まった。
四大陸選手権はパーソナルベストの259.47を出し、銅メダルを獲得した。世界選手権は、10位で終えた。

### 2015-2016シーズン
GPシリーズは、初戦スケートアメリカでは4位に、2戦目の中国杯では、銅メダルを獲得した。
四大陸選手権はフリーでパーソナルベストの181.98を出して、総合271.55を獲得し3位に入る。ボストンで開催された世界選手権は、ショートで26位に終わりフリーに進むことができなかった。

### 2016-2017シーズン
2016年6月1日、賈曙光コーチが家庭の事情で閻涵の指導から離れ、アメリカ在住の李明珠が閻涵の新たなコーチになったことが発表された。
グランプリシリーズは、初戦のスケート・カナダが10位、中国杯が5位に終わる。
2月の第8回冬季アジア大会では271.86点で銅メダルを獲得した。
その後、トレーニング中に何度か脱臼をし、CT検査の結果左肩の関節唇を骨折が判明し、3月28日に手術を受け、ヘルシンキでの世界選手権に出場できなかった。
手術には5時間を要し、金属のボルトを4本埋め込んだ。

### 2017-2018シーズン
負傷から復帰した閻涵は、9月に地元ハルビン市で開催された平昌冬季オリンピックの国内選考を兼ねていた中国選手権では、ショート・プログラムで2位と出遅れたが、フリー・プログラムで挽回し総合247.48点を獲得し優勝した。
10月にフランスのニースで開催されたニース杯では、ショート/フリー・プログラム共に1位で259.67点を獲得し優勝した。
中国杯では、前年と同じ５位に入った。
中国杯の２週間後に開催されたスケート・アメリカは、急遽の出場となったが、ショート・プログラムでは４位につけた。フリー・プログラムでは、前走者の選手が転倒し脱臼のため競技が長時間中断し、リズムを崩してしまいジャンプミスが目立ち総合５位と順位を下げた。
2018年1月に台北で開催された四大陸選手権では10位、翌月の平昌冬季オリンピックでは、23位となった。

### 2018-2019シーズン
3月15日に突如Weiboで引退を発表したが、投稿をすぐに削除した。
ジュニア時代から親交のあったデニス・テンが主催するカザフスタンのアイスショー、デニス・テン・アンド・フレンズのキャストとして招待された。ショーは、2018年6月9日に、首都であるアスタナで開催された。
2018年6月20日、龐清-佟健スケート・クラブと1年間の契約を結び、翌2019-2020シーズンに復帰することを発表した。

### 2019-2020シーズン
2019年7月14-15日に内モンゴルのハイラルで開催された中国クラブリーグに龐清-佟健スケート・クラブで出場し、ショート/フリー・プログラム共にトリプルアクセルを決め、ほぼノーミスで２位を獲得し、素晴らしい復帰戦を飾った。
フリーの演技の際には、佟健コーチと幼少時代からの賈曙光コーチが閻涵を送り出し、同クラブの全選手が声援を送った。その後のキス・アンド・クライにも両コーチが同席し、好演技と復帰を称えた。
９月に長春市で開催された中国選手権で優勝し、中国ナショナル・チャンピオンに復帰した。
国際大会の復帰戦となった中国杯では、ショート・プログラムでは１位を、総合で２位を獲得し、国際舞台へのカムバックを果たした。
2020年2月に韓国のソウルでの四大陸選手権では、新型コロナウイルス感染防止対策の為北京市内のリンクが閉鎖されていたにもかかわらず、10位と健闘した。ショートプログラムのトリプルアクセルは少しバランスを崩したが、フジTVがフィギュアスケート中継で使用している新技術・アイスコープにおいて史上初の4m超えである飛距離4m6cmを計測した。

### 2020-2021シーズン
2020年11月6-8日、2019年に引き続き重慶市にてCOVID-19下において無観客試合で開催された中国杯では、四回転ジャンプは回避したもののショート/フリーの両プログラムでパーフェクトな演技を見せ、再び2位を獲得。フリー・プログラムのコンビネーション・ジャンプの際に計測されたトリプルアクセルでは、飛距離4m31cmを記録した。

## 主な戦績
| 大会/年              | 2007 -08 | 2008 -09 | 2009 -10 | 2010 -11 | 2011 -12 | 2012 -13 | 2013 -14 | 2014 -15 | 2015 -16 | 2016 -17 | 2017 -18 | 2019 -20 | 2020 -21 |
| -------------------- | -------- | -------- | -------- | -------- | -------- | -------- | -------- | -------- | -------- | -------- | -------- | -------- | -------- |
| 冬季オリンピック     |          |          |          |          |          |          | 7        |          |          |          | 23       |          |          |
| 世界選手権           |          |          |          |          |          |          | 7        | 10       | 26       |          |          |          | 13       |
| 四大陸選手権         |          |          |          |          |          | 3        |          | 3        | 3        | 10       | 10       | 10       |          |
| 世界国別対抗戦       |          |          |          |          |          | T5/P9    |          | T5/P3    |          |          |          |          |          |
| 中国選手権           | 10       |          | 1        | 1        | 3        | 2        | 4        | 2        |          |          | 1        | 1        |          |
| アジア冬季大会       |          |          |          |          |          |          |          |          |          | 3        |          |          |          |
| GPファイナル         |          |          |          |          |          |          | 6        |          |          |          |          |          |          |
| GPエリック杯         |          |          |          |          |          |          | 4        | 8        |          |          |          |          |          |
| GP中国杯             |          |          |          |          |          |          | 1        | 6        | 3        | 5        | 5        | 2        | 2        |
| GPスケートカナダ     |          |          |          |          |          |          |          |          |          | 10       |          |          |          |
| GPスケートアメリカ   |          |          |          |          |          |          |          |          | 4        |          | 5        |          |          |
| CSネーベルホルン杯   |          |          |          |          |          |          |          |          |          |          |          | WD       |          |
| アジアフィギュア杯   |          | 棄権     |          |          | 1        |          |          |          |          |          |          |          |          |
| ユースオリンピック   |          |          |          |          | 1        |          |          |          |          |          |          |          |          |
| 世界Jr.選手権        |          |          |          | 6        | 1        |          |          |          |          |          |          |          |          |
| JGPファイナル        |          |          |          | 2        | 2        |          |          |          |          |          |          |          |          |
| JGPクロアチア杯      |          |          |          |          |          | 2        |          |          |          |          |          |          |          |
| JGP S.ブレッド杯     |          |          |          |          |          | 5        |          |          |          |          |          |          |          |
| JGPオーストリア杯    |          |          |          | 1        | 1        |          |          |          |          |          |          |          |          |
| JGP W.ロンバルディ杯 |          |          |          |          | 1        |          |          |          |          |          |          |          |          |
| JGPチェコスケート    |          |          |          | 1        |          |          |          |          |          |          |          |          |          |
| JGPボスポラス        |          |          | 1        |          |          |          |          |          |          |          |          |          |          |

### 詳細
| 2020-2021 シーズン   |                                                      |          |           |           |
| 開催日               | 大会名                                               | SP       | FS        | 結果      |
| 2021年3月22日 - 28日 | 2021年世界フィギュアスケート選手権（ストックホルム） | 12 81.52 | 13 153.79 | 13 235.31 |
| 2020年11月6日 - 8日  | ISUグランプリシリーズ 中国杯（重慶）                 | 2 92.56  | 2 172.25  | 2 264.81  |

| 2019-2020 シーズン   |                                                |          |          |           |
| 開催日               | 大会名                                         | SP       | FS       | 結果      |
| 2020年2月4日 - 9日   | 2020年四大陸フィギュアスケート選手権（ソウル） | 11 82.32 | 8 157.09 | 10 239.41 |
| 2019年11月8日 - 10日 | ISUグランプリシリーズ 中国杯（重慶）           | 1 86.46  | 2 162.99 | 2 249.45  |

| 2017-2018 シーズン    |                                                           |          |           |           |
| 開催日                | 大会名                                                    | SP       | FS        | 結果      |
| 2018年2月16日 - 17日  | 2018年平昌オリンピック（平昌）                            | 19 80.63 | 23 132.38 | 23 213.01 |
| 2018年2月9日 - 12日   | 2018年平昌オリンピック 団体戦（平昌）                     | 7 77.10  | -         | 6 団体    |
| 2018年1月22日 - 27日  | 2018年四大陸フィギュアスケート選手権（台北）              | 5 84.74  | 12 143.19 | 10 227.93 |
| 2017年12月23日 - 24日 | 全国花様滑冰錦標賽2017-2018（長春）                       | 1 72.32  | 1 174.85  | 1 247.17  |
| 2017年11月24日 - 26日 | ISUグランプリシリーズスケートアメリカ（レークプラシッド） | 4 85.97  | 7 142.36  | 5 228.33  |
| 2017年11月3日 - 5日   | ISUグランプリシリーズ中国杯（北京）                       | 6 82.22  | 4 172.39  | 5 254.61  |

| 2016-2017 シーズン    |                                                  |         |           |           |
| 開催日                | 大会名                                           | SP      | FS        | 結果      |
| 2017年2月23日 - 25日  | 2017年アジア冬季競技大会（札幌）                 | 3 91.56 | 3 180.30  | 3 271.86  |
| 2017年2月14日 - 19日  | 2017年四大陸フィギュアスケート選手権（江陵）     | 6 84.08 | 10 151.37 | 10 235.45 |
| 2016年11月18日 - 20日 | ISUグランプリシリーズ 中国杯（北京）             | 8 75.04 | 5 155.15  | 5 230.19  |
| 2016年10月27日 - 30日 | ISUグランプリシリーズ スケートカナダ（ミシサガ） | 6 72.86 | 11 136.25 | 10 209.11 |

| 2015-2016 シーズン     |                                                          |          |          |          |
| 開催日                 | 大会名                                                   | SP       | FS       | 結果     |
| 2016年3月26日 - 4月3日 | 2016年世界フィギュアスケート選手権（ボストン）           | 26 62.56 | -        | 26       |
| 2016年2月16日 - 21日   | 2016年四大陸フィギュアスケート選手権（台北）             | 3 89.57  | 3 181.98 | 3 271.55 |
| 2016年1月26日 - 29日   | 中華人民共和国第13回全国冬季運動会（ウルムチ）           | 2 84.48  | 2 178.90 | 2 263.38 |
| 2015年11月6日 - 8日    | ISUグランプリシリーズ 中国杯（北京）                     | 6 73.97  | 3 156.36 | 3 230.33 |
| 2015年10月23日 - 25日  | ISUグランプリシリーズ スケートアメリカ（ミルウォーキー） | 2 86.53  | 5 149.50 | 4 236.03 |

| 2014-2015 シーズン    |                                                          |          |           |           |
| 開催日                | 大会名                                                   | SP       | FS        | 結果      |
| 2015年4月16日 - 19日  | 2015年世界フィギュアスケート国別対抗戦（東京）           | 2 87.13  | 4 163.14  | 5 団体    |
| 2015年3月23日 - 29日  | 2015年世界フィギュアスケート選手権（上海）               | 5 84.45  | 13 144.70 | 10 229.15 |
| 2015年2月9日 - 15日   | 2015年四大陸フィギュアスケート選手権（ソウル）           | 3 87.34  | 4 172.13  | 3 259.47  |
| 2014年12月27日 - 28日 | 全国花様滑冰錦標賽2014-2015（長春）                      | 2 75.14  | 2 153.05  | 2 228.19  |
| 2014年11月21日 - 23日 | ISUグランプリシリーズ エリック・ボンパール杯（ボルドー） | 10 73.18 | 6 143.67  | 8 216.85  |
| 2014年11月7日 - 9日   | ISUグランプリシリーズ 中国杯（上海）                     | 3 79.21  | 7 127.44  | 6 206.65  |

| 2013-2014 シーズン    |                                                    |         |           |          |
| 開催日                | 大会名                                             | SP      | FS        | 結果     |
| 2014年3月24日 - 30日  | 2014年世界フィギュアスケート選手権（さいたま）     | 5 86.70 | 11 145.21 | 7 231.91 |
| 2014年2月6日 - 22日   | ソチオリンピック（ソチ）                           | 8 85.66 | 7 160.54  | 7 246.20 |
| 2014年2月6日 - 22日   | ソチオリンピック 団体戦（ソチ）                    | 4 85.52 | -         | 7 団体   |
| 2013年12月28日 - 29日 | 全国花様滑冰錦標賽2013-2014（長春）                | 2 78.02 | 4 129.59  | 4 207.61 |
| 2013年12月5日 - 8日   | 2013/2014 ISUグランプリファイナル（福岡）          | 4 77.75 | 6 154.80  | 6 232.55 |
| 2013年11月15日 - 17日 | ISUグランプリシリーズ エリックボンパール杯（パリ） | 4 84.34 | 6 129.89  | 4 214.23 |
| 2013年11月1日 - 3日   | ISUグランプリシリーズ 中国杯（北京）               | 1 90.14 | 2 155.48  | 1 245.62 |

| 2012-2013 シーズン    |                                                        |          |          |          |
| 開催日                | 大会名                                                 | SP       | FS       | 結果     |
| 2013年4月11日 - 14日  | 2013年世界フィギュアスケート国別対抗戦（東京）         | 10 64.54 | 9 143.27 | 9 207.81 |
| 2013年3月28日 - 29日  | 全国花様滑冰冠軍賽2012-2013（青島）                    | 1 81.44  | 1 147.51 | 1 228.95 |
| 2013年2月8日 - 11日   | 2013年四大陸フィギュアスケート選手権（大阪）           | 2 85.08  | 5 150.14 | 3 235.22 |
| 2012年12月20日 - 21日 | 全国花様滑冰錦標賽2012-2013（ハルビン）                | 2 68.77  | 1 143.03 | 2 211.80 |
| 2012年10月3日 - 7日   | ISUジュニアグランプリ クロアチア杯（ザグレブ）         | 1 70.47  | 2 141.63 | 2 212.10 |
| 2012年9月26日 - 30日  | ISUジュニアグランプリ センシラ・ブレッド杯（ブレッド） | 2 65.66  | 5 115.03 | 5 180.69 |

| 2011-2012 シーズン    |                                                                 |          |         |          |          |
| 開催日                | 大会名                                                          | IF       | SP      | FS       | 結果     |
| 2012年4月11日-13日    | 全国花様滑冰冠軍賽2011-2012（チチハル）                         | -        | 1 71.48 | 1 146.00 | 1 217.48 |
| 2012年2月27日-3月4日  | 2012年世界ジュニアフィギュアスケート選手権（ミンスク）          | -        | 2 74.88 | 1 147.57 | 1 222.45 |
| 2012年1月13日-22日    | インスブルックユースオリンピック（インスブルック）              | -        | 1 59.65 | 1 132.80 | 1 192.45 |
| 2012年1月4日-6日      | 中華人民共和国第12回全国冬季運動会（長春）                      | 1 100.90 | 2 77.15 | 1 154.30 | 2 332.35 |
| 2011年12月8日-11日    | 2011/2012 ISUジュニアグランプリファイナル（ケベック・シティー） | -        | 3 64.23 | 1 141.70 | 2 205.93 |
| 2011年10月5日-9日     | ISUジュニアグランプリ ワルテル・ロンバルディ杯（ミラノ）        | -        | 1 72.07 | 1 147.30 | 1 219.37 |
| 2011年9月28日-10月2日 | ISUジュニアグランプリ オーストリア杯（インスブルック）          | -        | 1 68.78 | 1 137.08 | 1 205.86 |
| 2011年9月20日-23日    | 全国花様滑冰錦標賽2011-2012（長春）                             | 4 92.64  | 5 62.60 | 4 134.87 | 3 290.11 |
| 2011年8月22日-26日    | 2011年アジアフィギュア杯（東莞）                                | -        | 2 63.19 | 1 131.12 | 1 194.31 |

| 2010-2011 シーズン     |                                                      |         |          |          |
| 開催日                 | 大会名                                               | SP      | FS       | 結果     |
| 2011年2月28日 - 3月6日 | 2011年世界ジュニアフィギュアスケート選手権（江陵）   | 8 60.89 | 5 126.60 | 6 187.49 |
| 2010年12月23日 - 24日  | 全国花様滑冰錦標賽2010-2011（チチハル）              | 1 71.27 | 1 134.74 | 1 206.01 |
| 2010年12月9日 - 12日   | 2010/2011 ISUジュニアグランプリファイナル（北京）    | 3 67.29 | 3 118.76 | 2 186.05 |
| 2010年10月13日 - 16日  | ISUジュニアグランプリ チェコスケート（オストラヴァ） | 1 66.19 | 1 127.43 | 1 193.62 |
| 2010年9月15日 - 18日   | ISUジュニアグランプリ オーストリア杯（グラーツ）     | 5 53.79 | 1 116.69 | 1 170.48 |

| 2009-2010 シーズン    |                                                    |         |          |          |
| 開催日                | 大会名                                             | SP      | FS       | 結果     |
| 2009年10月15日 - 17日 | ISUジュニアグランプリ ボスポラス（イスタンブール） | 3 61.21 | 1 121.33 | 1 182.54 |
| 2009年9月4日 - 5日    | 全国花様滑冰錦標賽2009-2010（北京）                | 1 64.78 | 1 129.90 | 1 194.68 |

| 2008-2009 シーズン    |                                           |         |    |      |
| 開催日                | 大会名                                    | SP      | FS | 結果 |
| 2008年12月21日 - 23日 | アジアフィギュア杯 ジュニアクラス（香港） | 7 38.45 | -  | 棄権 |

| 2007-2008 シーズン |                                                |          |          |          |           |
| 開催日             | 大会名                                         | IF       | SP       | FS       | 結果      |
| 2008年1月17日-20日 | 中華人民共和国第11回全国冬季運動会（チチハル） | 11 75.30 | 12 51.05 | 9 108.04 | 10 234.39 |

## プログラム使用曲
| シーズン  | SP | FS | EX |
| --------- | --- | --- | --- |
| 2020-2021 | 映画『トワイライト』サウンドトラックより A Thousand Years 作曲：クリスティーナ・ペリー 振付：ローリー・ニコル                   | 映画『ラ・ラ・ランド』サウンドトラックより 作曲：ジャスティン・ハーウィッツ 振付：佐藤有香、カート・ブラウニング                                             | ラ・ラ・ランド 振付：佐藤有香、カート・ブラウニング                                                                                  |
| 2019-2020 | 映画『トワイライト』サウンドトラックより A Thousand Years 作曲：クリスティーナ・ペリー 振付：ローリー・ニコル                   | 映画『ラ・ラ・ランド』サウンドトラックより 作曲：ジャスティン・ハーウィッツ 振付：佐藤有香、カート・ブラウニング                                             | I'll Take Care Of You 振付：ローリー・ニコル                                                                                         |
| 2017-2018 | 映画『トワイライト』サウンドトラックより A Thousand Years 作曲：クリスティーナ・ペリー 振付：ローリー・ニコル                   | I'll Take Care Of You 振付：ローリー・ニコル | A Thousand Years 振付：ローリー・ニコル Fly Me To The Moon 振付：ローリー・ニコル                                                    |
| 2016-2017 | I'll Take Care Of You 振付：ローリー・ニコル                                                                                    | 映画『ロミオ+ジュリエット』サウンドトラックより Kissing You Balcony Scene Tybalt Arrives Fight Scene 作曲：クレイグ・アームストロング 振付：ローリー・ニコル | I Put a Spell on You ボーカル：スクリーミン・ジェイ・ホーキンス                                                                      |
| 2015-2016 | シング・シング・シング 作曲：ルイ・プリマ 振付：ローリー・ニコル                                                                | 映画『ロミオ+ジュリエット』サウンドトラックより Kissing You Balcony Scene Tybalt Arrives Fight Scene 作曲：クレイグ・アームストロング 振付：ローリー・ニコル | A Destiny 作曲、演奏：相知明日香 |
| 2014-2015 | If I Were a Rich Man 映画『屋根の上のバイオリン弾き』より 作曲：シェルドン・ハーニック、ジェリー・ボック 振付：ローリー・ニコル | フライ・ミー・トゥー・ザ・ムーン 作曲：バート・ハワード 振付：ローリー・ニコル                                                                               | Welcome To The Pleasuredome by フランキー・ゴーズ・トゥ・ハリウッド 振付：カート・ブラウニングLonely (Bad Remix, Exclu) 曲：エイコン |
| 2013-2014 | Minor Waltz 作曲：ミシェル・ポルタル Viper's Drag 作曲：ファッツ・ウォーラー 振付：ローリー・ニコル                             | 映画『ハンニバル』より 作曲：ハンス・ジマー 美しく青きドナウ 作曲：ヨハン・シュトラウス2世 振付：ローリー・ニコル                                            | 見果てぬ夢 ミュージカル『ラ・マンチャの男』より 作曲：ミッチ・リー ボーカル：ルーサー・ヴァンドロス                                  |
| 2012-2013 | タンゴ・ジェラシー 作曲：ヤコブ・ゲーゼ アディオス・ノニーノ リベルタンゴ 作曲：アストル・ピアソラ 振付：Jiang Hailan           | 仮面舞踏会 作曲：アラム・ハチャトゥリアン 振付：Jiang Hailan                                                                                                 | ラ・ヴィ・アン・ローズ 演奏：ルイ・アームストロング                                                                                  |
| 2011-2012 | ジャズ組曲第2番 作曲：ドミートリイ・ショスタコーヴィチ                                                                          | ツィゴイネルワイゼン 作曲：パブロ・デ・サラサーテ | ラ・ヴィ・アン・ローズ 演奏：ルイ・アームストロング                                                                                  |
| 2010-2011 | ジャズ組曲第2番 作曲：ドミートリイ・ショスタコーヴィチ                                                                          | 映画『コットンクラブ』より 作曲：ジョン・バリー | Embraceable You ボーカル：ロッド・スチュワート                                                                                       |
| 2009-2010 | ツィゴイネルワイゼン 作曲：パブロ・デ・サラサーテ                                                                               | 映画『コットンクラブ』より 作曲：ジョン・バリー | ラプソディ・イン・ブルー 作曲：ジョージ・ガーシュウィン                                                                              |